# اچ.بی. فولر
اچ. بی. فولر (انگلیسی: H.B. Fuller) شرکت صنایع شیمیایی آمریکایی است، که در سال ۱۸۸۷ تأسیس شد.